# Hermandad de las Penas de Santiago (Córdoba)
La Real Hermandad y Cofradía del Santísimo Cristo de las Penas, Nuestra Señora y Madre de los Desamparados, San Juan Evangelista, María Santísima de la Concepción y Santiago Apóstol es una Hermandad de culto católico de la ciudad de Córdoba. Tiene su sede canónica en la parroquia de Santiago Apóstol, y hace su Estación de Penitencia en la tarde del Domingo de Ramos.

## Historia
La Devoción al Santísimo Cristo de las Penas es una de las más antiguas y arraigadas en el pueblo de Córdoba. La imagen es una talla del siglo XIII, correspondiendo con la cristianización de la ciudad de Córdoba por el rey Fernando III, allá por el 1236. Con el paso de los siglos, la imagen fue muy venerada por varias órdenes religioso-militares, como los Templarios y los Caballeros de Santiago, bajo la advocación de Santísimo Cristo de la Sangre.
La actual Hermandad fue fundada en 1955 en la parroquia de Santiago por miembros de las Juventudes de Acción Católica y vecinos del barrio, recogiendo la secular devoción a la imagen cristífera de la parroquia de Santiago, la cual había pasado a conocerse como Cristo de la Penas. La primera Estación de Penitencia de la Cofradía fue en 1957, portando a la imagen en solitario sobre un paso tallado en madera color caoba, obra del artista cordobés y hermano de la Cofradía, don Ricardo Castillo Gutiérrez.
En 1973 se incorporó como cotitular a Nuestra Señora Madre de los Desamparados, y a San Juan Evangelista en 1978. Ambas son imágenes del escultor sevillano Antonio Eslava Rubio. 
1979 sería un año bastante convulso para la Hermandad. Pues, si bien en la Estación de Penintencia de ese año, la Virgen de los Desamparados salió en su propio paso de palio por primera vez acompañada de la imagen de San Juan, en el mes de diciembre de ese mismo año, un gran incendio asoló en pocas horas la Parroquia de Santiago reduciendo a cenizas parte del Patrimonio de la Cofradía, entre el que se encontraban el paso del Señor y los respiraderos del nuevo palio. Milagrosamente, se logró salvar de las llamas a los titulares, los cuales sólo sufrieron daños de escasa consideración, necesitando la Virgen y San Juan una restauración, que fue acometida por el imaginero sevillano Juan Ventura.
Tras el incendio, la Hermandad se vio obligada a trasladarse a la vecina Basílica de San Pedro. Finalmente, gracias al gran esfuerzo de sus hermanos y vecinos, la Cofradía consiguió realizar su Estación de Penitencia en la tarde-noche del Domingo de Ramos de 1980. En ella, el Cristo fue llevado en unas parihuelas a hombros de sus hermanos, las cuales fueron generosamente prestadas por la Hermandad de las Aguas de Sevilla, mientras que el paso de palio salió sin respiraderos, colocándose en su lugar unos paños de terciopelo negro recogido a modo de bambalinas. Durante dos años, el Cristo de las Penas tuvo que salir a hombros de los hermanos, hasta que en 1982, se estrenó su nuevo paso.
En 1985, debido al cierre de San Pedro por obras, la Hermandad del Socorro ofreció su pequeña ermita para acoger a la corporación de Santiago. Allí, las Imágenes recibieron culto, hasta que en octubre de 1990 fueron trasladadas a la Iglesia de Nuestra Señora del Carmen donde reciben unos meses culto. Durante este periodo de tiempo, cada año, las imágenes son trasladadas a la casa del General Varela, situada en el Realejo, desde donde realizaba la Hermandad su Estación de Penitencia.
En el año 1987 se incorporó a la Hermandad la imagen de María Santísima de la Concepción, donada a la Cofradía por el hermano don Manuel Jiménez García. Inmediatamente, la Junta de Gobierno organiza su bendición, que se celebra el 22 de febrero en el convento de la Piedad, celebrando el acto fray Ricardo de Córdoba. Ese mismo año, María Santísima de la Concepción realiza, en el paso de palio, su primera Estación de Penitencia, pasando las imágenes de la Virgen de los Desamparados y San Juan Evangelista a los pies del Santísimo Cristo de las Penas, donde ya habían procesionado anteriormente.
En 1991 concluyó la restauración de la Iglesia de Santiago, y la Cofradía volvió a su lugar de origen, donde permanece hasta la actualidad.
En el año 2005, la Hermandad conmemoró su 50.º aniversario fundacional con un extenso programa de actos, los cuales culminaron el día 29 de octubre de ese año con una Salida Extraordinaria de sus dos pasos desde la Santa Iglesia Catedral, donde en los días previos se había celebrado un Solemne Triduo Extraordinario.

## Sagrados Titulares

### Santísimo Cristo de las Penas

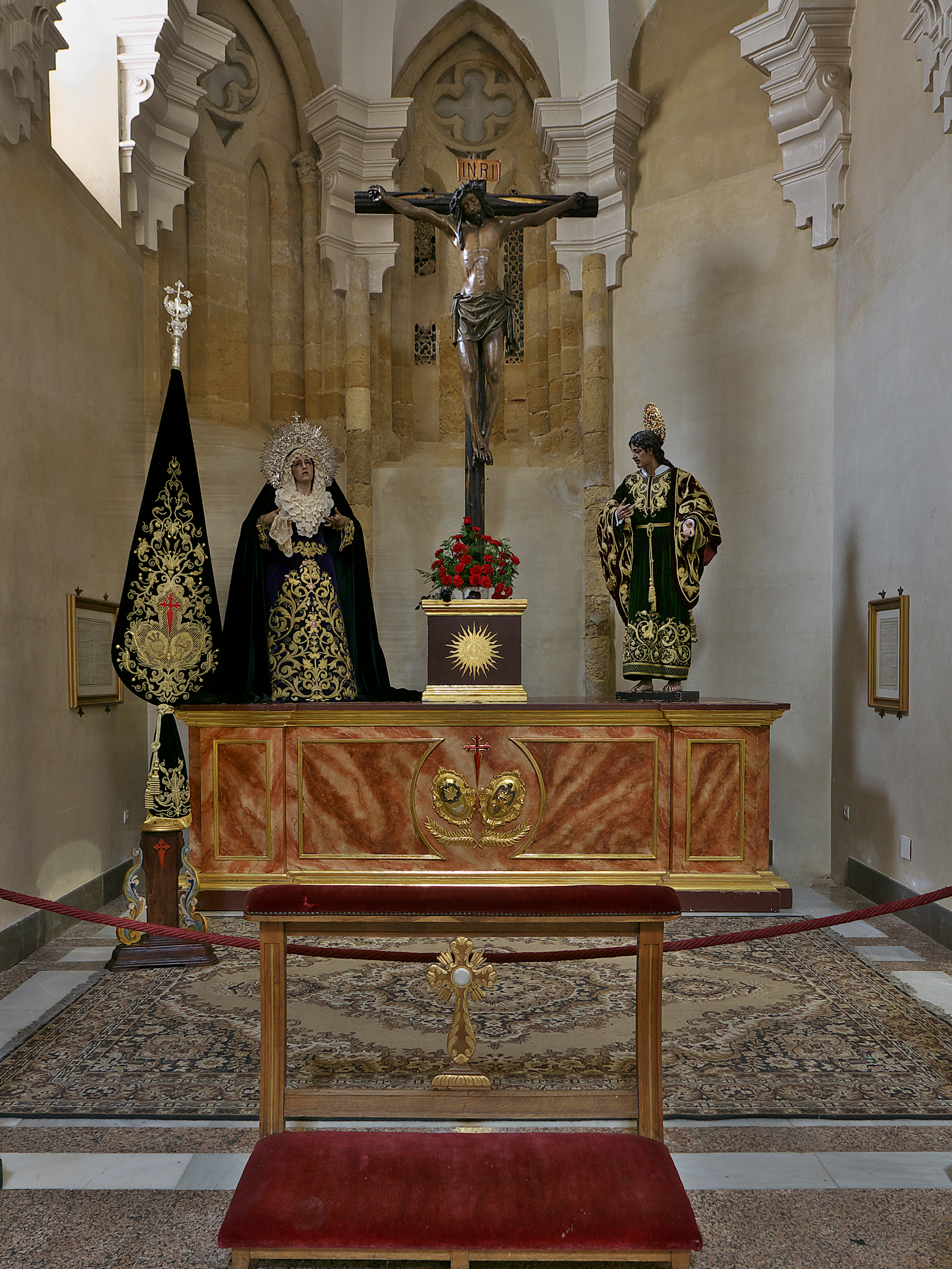
Santísimo Cristo de las Penas junto a las imágenes de Nuestra Señora Madre de los Desamparados y San Juan Evangelista, en su capilla de la Iglesia de Santiago.

Está considerado como la imagen cristífera más antigua de la Semana Santa cordobesa. De autor anónimo y tiempo no exacto, muchos expertos lo sitúan en el siglo XIII, lo que le convertiría en testigo directo de la cristianización de la ciudad de Córdoba por el rey Fernando III, allá por el 1236. Estéticamente, la imagen muestra una gran analogía con los crucificados que se tallan en nuestra ciudad en la segunda mitad del siglo XVI, aunque el autor se inspiró en las formas manieristas que imperaban en la ciudad en los últimos años del quinientos.
La imagen fue restaurada en 1984 en Sevilla por Francisco Peláez del Espino, quien fue respetuoso con la estética de la imagen. En el momento de intervenir, se comprobó que, a lo largo de toda su existencia, la talla no había sufrido ninguna restauración anterior. Además, durante la restauración se realizaron pruebas a la madera para determinar su procedencia, las cuales resultaron inútiles debido a que, por su gran antigüedad, había perdido totalmente cualquier resto de resina que pudiera denotar su identidad. Otro dato importante que se descubrió fue que el Cristo no posee cámara de aire, siendo el tronco de un solo bloque. Una vez hechos los pertinentes estudios y a la hora de tratar a la imagen, se encontró como primera dificultad la tremenda dureza que presentaba la madera, absolutamente seca por el paso de los años. La restauración trataba de consistir en el cosido total de la talla para la eliminación de las grietas que presentaba. Se le practicó una limpieza y tratamiento especial para contrarrestar el gran ataque de xilófagos que padecía. Igualmente, la restauración incluyó la fijación total de la encarnadura, que había sido bastante afectada por el incendio acaecido en la iglesia de Santiago en el año 1979. Con el injerto de unas espinas que le faltaban en la corona y la consolidación de los dedos de la mano izquierda, se dio por finalizada esta restauración.
Las formas del cuerpo se presentan simplificadas, representando el torso brevemente desbastado, lo que potencia el hieratismo de la talla; y sus miembros están estilizados, dándole unas proporciones alargadas. La iconografía responde a la de Cristo muerto, con la cabeza inclinada a la derecha y abundante cabellera. La cabeza lleva corona de espinas formada por dos ramas llenas de púas, tipología que se prodiga en los crucificados de la ciudad hasta los días del manierismo. Otro elemento que llama la atención, porque lo desvincula de la estética propia del gótico, es el tratamiento del perizoma, anudado al lado izquierdo. La cruz es arbórea realizada en madera de ukola por Ricardo Castillo Gutiérrez en 1956. En 1994 se le hizo una nueva, la cual sólo luce en su Estación de Penitencia, utilizándose la de 1956 el resto del año; lleva el títulum en madera, muy sencillo, con las letras INRI pintadas en negro.  Hasta los años ochenta, lució sobre su cabeza potencias de alpaca sobredorada  y, algunos años procesionó llevando un sudario de Damasco rojo que  cubría al original que lleva tallado.

### Nuestra Señora Madre de los Desamparados

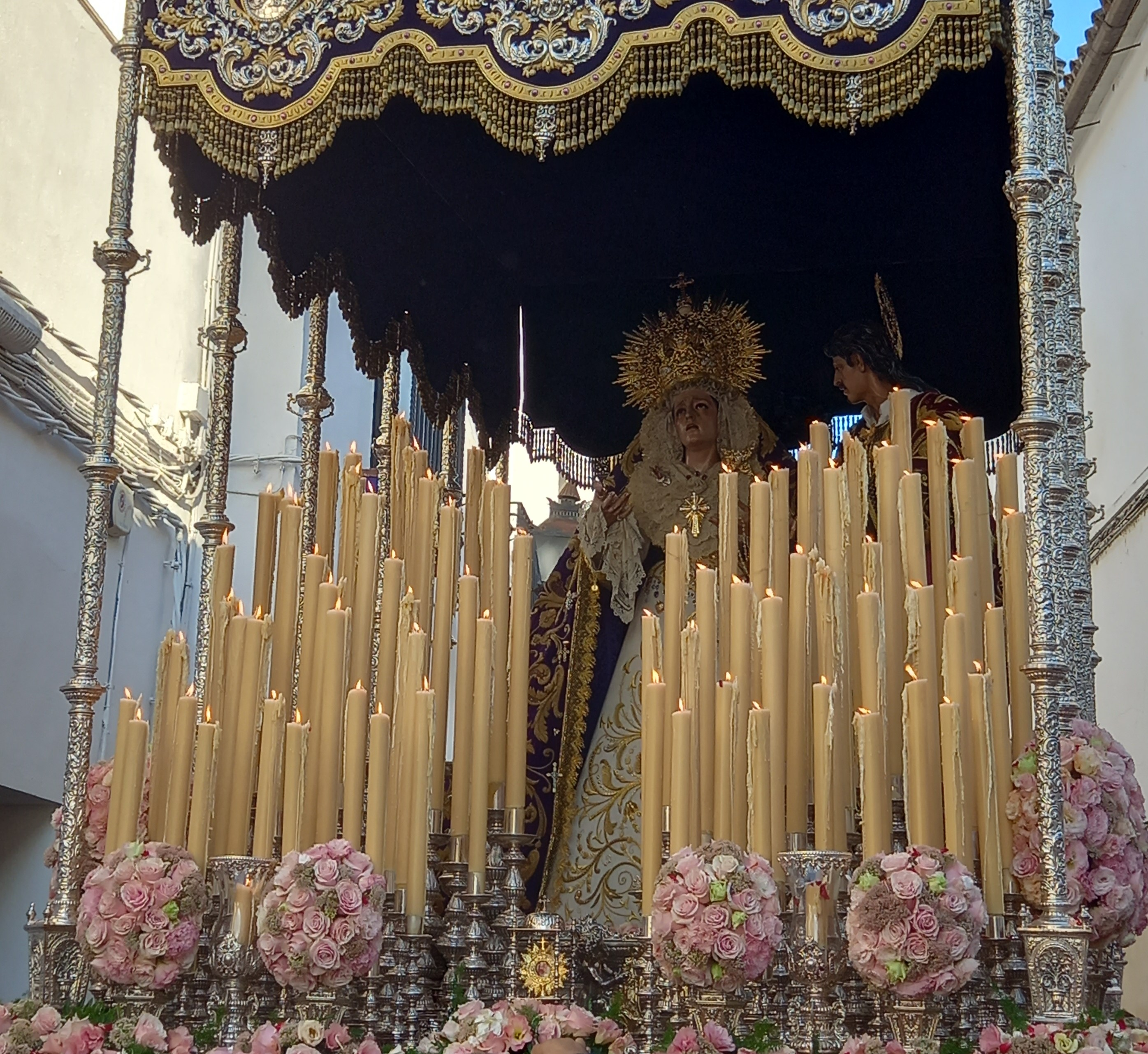
Nuestra Señora Madre de los Desamparados en el paso de palio de la Hermandad, con motivo de la Salida Extraordinaria del año 2023 por el 50.º Aniversario de su hechura. Junto a ella, la talla de San Juan Evangelista.

Es obra del imaginero sevillano Antonio Eslava Rubio, siendo adquirida por la Hermandad el 17 de marzo de 1973 y bendecida por D. José María Cirarda, entonces obispo de Córdoba. Los daños que le ocasionó el incendio de 1979 provocaron que fuera restaurada por Juan Ventura en febrero del año 1980 quien, además de restaurarla, procedió a la fijación total de la encarnadura. En su primera salida procesionó bajo palio, acompañada de la imagen de San Juan Evangelista, dejando momentos para el recuerdo que han quedado grabados en la memoria de muchos cofrades cordobeses. Sin embargo, tras la llegada de María Santísima de la Concepción en 1987, las dos imágenes de Antonio Eslava pasaron definitivamente a procesionar junto al Santísimo Cristo de las Penas, para así conformar un nuevo misterio y uno de los calvarios más bellos de la Semana Santa de Córdoba.
Es una imagen de candelero, que lleva talladas la cara y las manos en madera de pino de Flandes. Morfológica e iconográficamente, responde al gusto neobarroco. Su rostro maduro, de pálidas carnaciones, se anima con los consabidos postizos: ojos y lágrimas de cristal y pestañas de pelo natural. María eleva la mirada al cielo, y en la expresión del rostro, de facciones redondeadas, grandes ojos enmarcados por arqueadas cejas y entrecejo fruncido y boca entreabierta con labios temblorosos, concentra toda la grave carga del dolor. Las manos, artísticamente movidas, refuerzan el sentimiento de pesar que quiere transmitir la imagen.
La saya procesional, estrenada en 1980, es de terciopelo rojo sangre bordada en oro por las Madres Filipenses de Córdoba, con diseño de fray Ricardo de Córdoba. Luce una toca sobremanto bordada en oro por las Filipenses en el año 1980. El manto es de terciopelo negro con bordados en oro del siglo XIX. En 1990, los bordados fueron pasados a un terciopelo nuevo por Pérez Artés. Sobre la cabeza lleva una corona de plata sobredorada, cincelada por Manuel de los Ríos en el año 1980. De estética neobarroca, muestra un canasto profusamente tallado, coronado por seis bandas. Una ráfaga calada, de base ondeante, sostiene la hilera de rayos lisos. En la cúspide de la corona va una cruz sostenida por una esfera terráquea.

### San Juan Evangelista
También es obra de Antonio Eslava realizada en 1978 y restaurada por Juan Ventura en el año 1980. Es una imagen de vestir, pero su estructura interna es de madera desbastada. Ha sido representado joven, con la cabeza levemente torcida hacia la derecha, mirando a María; sus rasgos fisonómicos responden a los habituales en la representación del joven apóstol, de rostro aniñado, imberbe, con bigote incipiente, ojos castaños y óvalo acusado; el cabello abundante, tratado en sueltas guedejas. Las manos han sido hábilmente trabajadas y su movimiento está en relación con el diálogo que trata de entablar con la Virgen.
Completa su iconografía una túnica de terciopelo verde con bordados de aplicación en oro, realizada y diseñada por Antonio Villar en 1995. Sobre ella porta un mantolín de terciopelo rojo con bordados en oro de Francisco Pérez Artés y diseño de Julio Ferreira de 1991. Tiene también túnica y mantolín, ambos de terciopelo verde y rojo, respectivamente, decorados con una greca dorada y que fueron estrenados en 1978 y realizados en la hermandad. Tiene un nimbo de alpaca sobredorada realizado por Villarreal en 1979.

### María Santísima de la Concepción

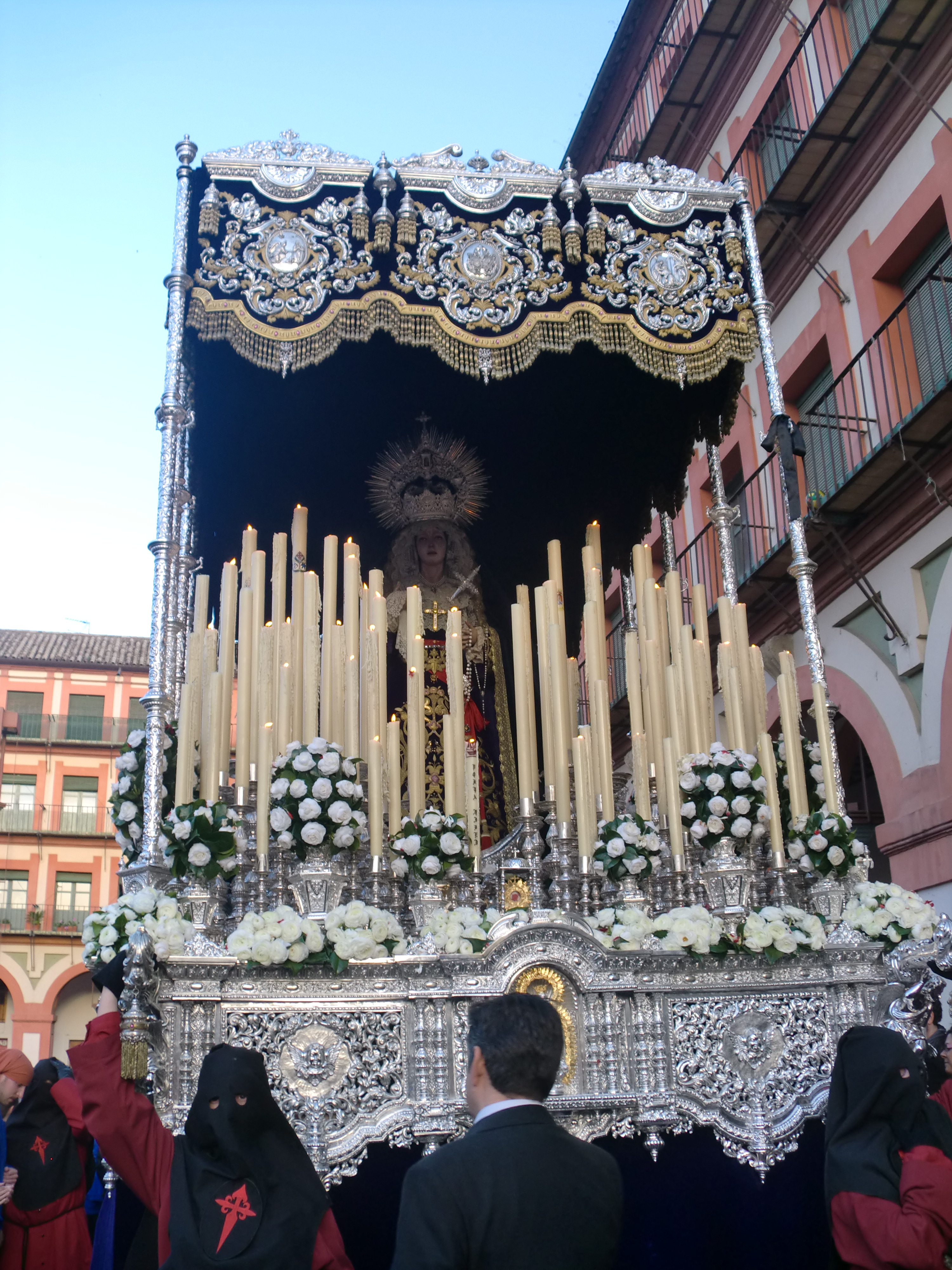
María Santísima de la Concepción sobre su paso de palio.

La otra titular mariana de la Hermandad es una de las mejores obras de Juan Ventura, y fue encargada en el año 1986 por Manuel Jiménez García para culto privado, pero posteriormente la donó a la Hermandad. Su bendición se produjo el 22 de febrero de 1987, y su primera salida procesional fue el Domingo de Ramos de ese año, sobre el paso de palio de la Hermandad, en el que durante varios años habían procesionado Nuestra Señora Madre de los Desamparados y San Juan Evangelista.
Es una imagen de vestir, que tiene tallados busto y tronco hasta las caderas, y el resto de cuerpo de candelero. La cabeza y el tronco están realizados en madera de cedro y las manos en caoba. Su rostro expresa el sentimiento del dolor vivo, reforzado por el entrecejo plegado, una leve incurvación al inicio de las cejas, los grandes y llorosos ojos y los labios temblorosos. El óvalo, de formas delicadas, con grácil hoyuelo en el mentón, dulcifica la expresión. Las manos largas y bien trabajadas, contribuyen a acentuar la expresión de dolor de la imagen.
Viste una saya de terciopelo azul violáceo bordada en oro fino por Francisco Pérez Artés y diseñada por Julio Ferreira en el año 1989. El rostro lo suele llevar enmarcado por encajes de blonda, teniendo varios tocados de diferentes encajes. El manto es de terciopelo morado. En el pecho lleva una réplica de un puñal realizado por Hermanos Delgado en 1989 y el cual fue robado en 1990. Dicha réplica fue estrenado en el año 1998. Tiene también una daga de plata cincelada, obra de Villar y Chacón. La corona es de plata y oro, realizada en Sevilla en los talleres de los Hermanos Delgado López y le fue impuesta el 8 de diciembre de 1987, día de la Inmaculada Concepción. Es de estética neobarroca, con gorro muy calado, simulando una decoración de filigrana, con medallones circulares ornamentados con relieves y el escudo de la hermandad. El canasto se completa con bandas muy molduradas que se unen en el centro. La ráfaga es de base muy calada con rayos de distintos tipos. En el centro un pequeño templete da cobijo a una imagen de la Inmaculada realizada en oro y sobre ella, en la cúspide de la corona, se eleva la cruz.

## Sede
|                                                      |
| Iglesia de Santiago Apóstol (1955 - 1979;1991 - Hoy) |

|                                     |
| Basílica de San Pedro (1979 - 1985) |

|                                  |
| Ermita del Socorro (1985 - 1990) |

|                                                    |
| Iglesia de Nuestra Señora del Carmen (1990 - 1991) |

## Música
- Primer paso: Agrupación Musical  Nuestro Padre Jesús de la Salud "Los Gitanos", de Sevilla.

- Segundo paso: Banda de Música “Las Golondrinas” (Vélez-Málaga)

### Patrimonio musical
- Para Agrupación Musical
  - Cristo de las Penas, obra de Domingo Daza Librero (1995).
  - De vuelta a Santiago, obra de Domingo Daza Librero (2000).
  - Sol en las Penas, de Ángel Pedro García Cabero (2005)
  - Atardecer en Santiago, de Ángel E. Alarma y Juan Ramón Solla Santos (2007).
  - Penas y Desamparo, de Jesús Lora Vaquero (2007)
  - La devoción de un barrio, obra de los hermanos Díaz Flores (2018).
  - Muerte de Cruz, de Rubén Melgarejo Toscano (2019).
  - De los Desamparados, Madre; de José Manuel Mena Hervás (2023).
  - Al Moreno de Santiago, de Federico Cayetano Baena Vílchez (2024).

- Para Cornetas y Tambores
  - Penas de Santiago, de  Manuel Millán Villalba.

- Para Banda de música
  - Santísimo Cristo de las Penas, obra de José Timoteo Franco (1957).
  - Santísimo Cristo de las Penas y Nuestra Señora y Madre de los Desamparados, obra de Enrique Báez Centella (1991).
  - Concepción cordobesa, obra de Ángel Pedro García Cabero (2004).
  - Conceptio... Mater Inmaculata, José Ramón Sánchez Fernández (2014).
  - La Concepción, Alfonso Lozano (2023).

- Otras composiciones
  - Madre de los Desamparados, del Coro del Stmo. Cristo de las Penas.

## Recorrido
| - Recorrido de ida: - Agustín Moreno (Salida) - 16:40 - Cristo de las Penas - 17:00 - Lineros - 17:30 - Cruz de Rastro - 18:00 | - Recorrido oficial: - ENTRADA C.O. - 18:30 - Arco del Triunfo - 18:40 - Puerta del Perdón - 19:00 - Interior Santa Iglesia Catedral - 19:25 - Puerta de Santa Catalina - 19:35 - SALIDA C.O. - 19:40 | - Recorrido de vuelta: - Magistral González Francés - 20:00 - Cardenal González - 20:30 - Tierra Andaluza - 21:00 - Tundidores - 21:30 - Plaza del Socorro - 22:00 - Cristo de las Penas - 22:30 - Agustín Moreno (Entrada) - 22:50 |

## Paso por la Carrera Oficial
| Predecesor: La Entrada Triunfal | Orden de entrada en la carrera oficial Domingo de Ramos Segundo lugar | Sucesor: El Rescatado |

- Datos: Q109260410
- Multimedia: Hermandad de las Penas de Santiago, Córdoba / Q109260410